# We Are Family (film, 2001)
Pour les articles homonymes, voir Kingdom Come et We Are Family.
Pour plus de détails, voir Fiche technique et Distribution.
We Are Family (Kingdom Come) est un film américain réalisé par Doug McHenry, sorti en 2001. Il met en vedette LL Cool J, Jada Pinkett Smith, Toni Braxton, Vivica A. Fox, Anthony Anderson, Loretta Devine, Cedric the Entertainer et Whoopi Goldberg.
De par sa distribution prestigieuse et son succès avec 23 396 049 dollars récoltés aux États-Unis, pour un budget de 7 millions, le film est considéré comme culte.

## Synopsis
Kingdom Come raconte l'histoire d'une famille appelée Slocumbs, vivant dans le pays, qui doit se réunir après la mort d'un membre de la famille, que personne ne semble se souvenir avec beaucoup de tendresse. Il est basé sur la pièce off-broadway "Dearly Departed".

## Fiche technique
- Titre : We Are Family[1]
- Titre original : Kingdom Come
- Réalisation : Doug McHenry
- Scénario : David Dean Botrell
- Costumes :
- Photographie :
- Montage :
- Musique : Tyler Bates et John E. Rhone
- Production : Fox Searchlight Pictures
- Société de distribution :
- Pays de production :  États-Unis
- Langue : Anglais
- Genre : Comédie
- Format :
- Durée : 94 minutes
- Dates de sortie : États-Unis : 11 avril 2001
- Classification : tout public

## Distribution
- LL Cool J : Ray Bud Slocumb
- Jada Pinkett Smith : Charisse Slocumb
- Vivica A. Fox : Lucille Slocumb
- Loretta Devine : Marguerite Slocumb
- Anthony Anderson : Junior Slocumb
- Toni Braxton : Juanita Slocumb
- Cedric the Entertainer : Rev. Beverly H. Hooker
- Darius McCrary : Royce Slocumb
- Whoopi Goldberg : Raynelle Slocumb
- Clifton Davis : Charles Winslow

## Box-office
Étant un film indépendant, il est un succès avec 23,396,049 de dollars récoltés aux États-Unis, pour un budget de 7 millions.